# ريتشي باركر
ريتشي باركر (بالإنجليزية: Richie Barker)‏ (23 نوفمبر 1939 في المملكة المتحدة - 11 أكتوبر 2020) هو مدرب كرة قدم ولاعب كرة قدم بريطاني في مركز الهجوم. لعب مع ديربي كاونتي ونادي بيتربورو يونايتد ونادي بيرتن ألبيون ونوتس كاونتي.

## وصلات خارجية
- ريتشي باركر على موقع قاعدة بيانات كرة القدم.إي يو (الإنجليزية)
- ريتشي باركر على موقع Soccerbase.com (مدرب) (الإنجليزية)